# ジリアン・マーフィー
ジリアン・マーフィー （Gillian Murphy, 1979年4月11日 - ）は、アメリカ・サウスカロライナ州フローレンス生まれのバレエダンサー。
幼い頃からバレエを習い、コロンビア・シティー・バレエで経験を積んだのち、ノースカロライナ・スクール・オブ・アーツで学ぶ。著名なバレリーナ、メリッサ・ヘイデンの元で学校の公演で『くるみ割り人形』やジョージ・バランシンの『コンチェルト・バロッコ』などの作品を踊った。1994年、ジャクソン国際バレエコンクールでファイナリストに残る。1995年のローザンヌ国際バレエコンクールで、ファイナリストとなった後エスポワールを受賞。
1996年8月、コール・ド・バレエとしてアメリカン・バレエ・シアター（以下ABT）に入団。1999年にソリスト、2002年よりプリンシパルである。

## レパートリー
- シルヴィア
- シンデレラ
- 白鳥の湖
- ドン・キホーテ
- ラ・バヤデール
- 海賊
- ジゼル
- マノン（ケネス・マクミラン版）
- ライモンダ（マリウス・プティパ版）